# Vojvodschap Servië en Temesbanaat
Het vojvodschap Servië en Temes-banaat (Duits: Woiwodschaft Serbien und Temeser Banat) of het Servisch vojvodschap en Temes-banaat, kort ook het Servische vojvodschap, was een kroonland van het keizerrijk Oostenrijk dat bestond van 1849 tot 1860. Het was vernoemd naar het eenzijdig uitgeroepen vojvodschap Servië (1848-1849) en het Temesbanaat. Het gebied van dit kroonland is tegenwoordig verdeeld onder Hongarije, Servië en Roemenië en verleende haar naam aan de thans Servische Vojvodina.

## Geschiedenis
Het vojvodschap werd in november 1849 opgericht door een beslissing van de Oostenrijkse keizer Frans Jozef I, na de revoluties van 1848. Vooral de Hongaarse opstandigheid had kwaad bloed gezet in Wenen. Met de oprichting van het vojvodschap werd enerzijds tegemoetgekomen aan de roep van de Servische minderheid in Hongarije om erkenning van de Servische nationaliteit en taal en anderzijds werd Hongarije erdoor territoriaal gestraft. Het nieuwe kroonland bestond uit het Banaat, de Batsjka en enkele gebieden van Noord-Syrmië. Het werd bestuurd door een Oostenrijkse gouverneur die in Temeswar zetelde. De titel vojvoda ("grootvojvoda van het vojvodschap Servië") die bij het gebied hoorde, werd door de keizer zelf gedragen. Zelfs na de opheffing van het vojvodschap bleven de Oostenrijkse keizers de titel voeren tot de afschaffing van de monarchie in 1918.
Na de Oostenrijkse nederlaag in de Sardijnse Oorlog (1859) volgde een periode van toenadering tussen Oostenrijk en Hongarije. Als toegift aan Hongarije werd het vojvodschap Servië en Temes-banaat in 1860 opgeheven en grotendeels (Banaat en Batsjka) geïncorporeerd in het koninkrijk Hongarije. Deze gebieden werden echter pas vanaf 1867, na de Oostenrijks-Hongaarse Ausgleich, rechtstreeks door Hongarije bestuurd. Syrmië daarentegen werd in 1860 ondergebracht bij het koninkrijk Slavonië, dat na de Hongaars-Kroatische Ausgleich (1868) deel uitmaakte van het eveneens door Hongarije bestuurde koninkrijk Kroatië en Slavonië.

## Bestuur

### Administratieve indeling

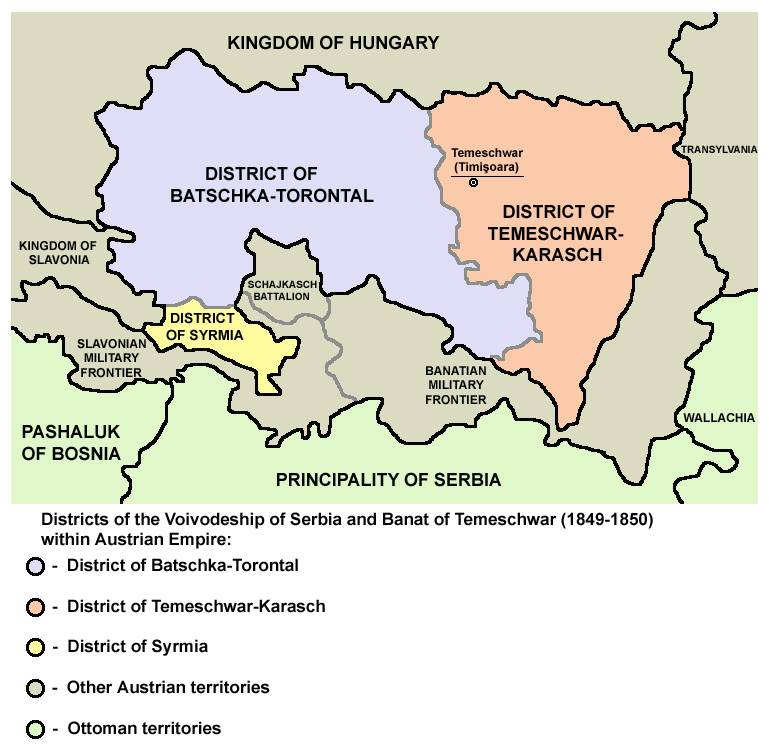
Districten van het vojvodschap Servië en Temes-banaat 1849-1850

Aanvankelijk was het vojvodschap Servië en Temes-banaat onderverdeeld in twee districten:
1. Batschka-Torontal
2. Temeschwar-Karasch

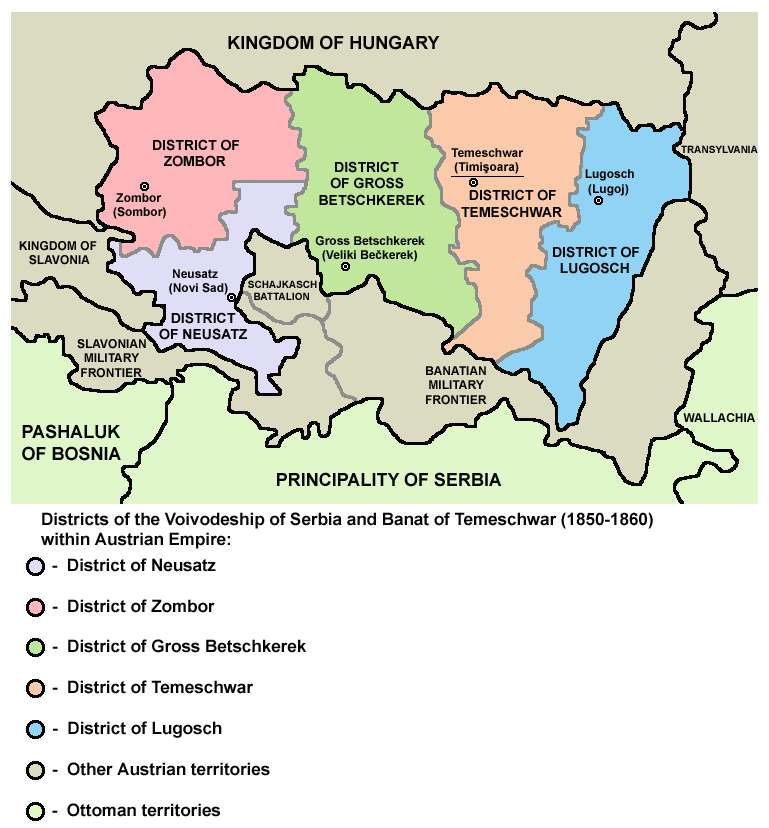
Districten van het vojvodschap Servië en Temes-banaat 1850-1860

Later volgde een opdeling in vijf districten:
1. Großbetschkerek (Zrenjanin)
2. Lugosch (Lugoj)
3. Neusatz (Novi Sad)
4. Temeschwar (Timișoara)
5. Zombor (Sombor)

### Grootvojvoda's
| # | Portret | Naam (Levensduur)                        | Ambtstermijn |
| - | ------- | ---------------------------------------- | ------------ |
| 1 |         | Frans Jozef I van Oostenrijk (1830–1916) | 1849-1916    |
| 2 |         | Karel I van Oostenrijk (1887-1922)       | 1916-1918    |

### Gouverneurs
| # | Portret | Naam (Levensduur)                              | Ambtstermijn |
| - | ------- | ---------------------------------------------- | ------------ |
| 1 |         | Ferdinand Mayerhofer von Grünbühel (1798–1869) | 1849–1851    |
| 2 |         | Johann Baptist Coronini-Cronberg (1794–1880)   | 1851-1859    |
| 3 |         | Josip Šokčević (1811–1896)                     | 1859-1860    |
| 4 |         | Karl von Bigot de Saint-Quentin (1805–1884)    | 1860         |

1867–1918

In de Rijksraad vertegenwoordigde koninkrijken en landen (Cisleithanië):
hertogdom Boekovina · koninkrijk Bohemen · koninkrijk Dalmatië · koninkrijk Galicië en Lodomerië · hertogdom Karinthië · hertogdom Krain · Küstenland (vorstelijk graafschap Görz en Gradisca, markgraafschap Istrië, vrije rijksstad Triëst) · markgraafschap Moravië · Neder-Oostenrijk · Opper-Oostenrijk · hertogdom Salzburg · Tsjechisch-Silezië · hertogdom Stiermarken · vorstelijk graafschap Tirol en land Vorarlberg

De landen van de Heilige Hongaarse Stefanskroon (Transleithanië):
Fiume met gebied · koninkrijk Hongarije · koninkrijk Kroatië en Slavonië . Militaire Grens (1867-1882)

Gemeenschappelijk bestuurd: condominium Bosnië en Herzegovina (1878-1918) . Novi Pazar met gebied (1878-1908) . Karpatische passengebied (1918) . bezette zone Tianjin (1901-1917)
Voor of in 1867 opgeheven

koninkrijk Illyrië (tot 1850) · vojvodschap Servië en Temesbanaat (tot 1860) · Koninkrijk Lombardije-Venetië (tot 1866) · grootvorstendom Zevenburgen (tot 1867)